# Mike Tobey
Michael Edward Tobey, né le 10 octobre 1994 à Monroe Township au New Jersey, est un joueur américano-slovène de basket-ball. Il évolue au poste de pivot.

## Biographie

### Carrière universitaire
Il passe ses quatre années universitaires à l'université de Virginie où il joue pour les Cavaliers.

### Carrière professionnelle
Le 23 juin 2016, lors de la draft 2016 de la NBA, automatiquement éligible, il n'est pas sélectionné. En juillet, il participe à la NBA Summer League 2016 de Las Vegas avec le Jazz de l'Utah et d'Orlando avec les Hornets de Charlotte. En cinq matches (dont cinq titularisations) avec les Hornets, il a des moyennes de 10 points, 6,8 rebonds, une interception et 1,6 contre en 20,8 minutes par match. Le 25 juillet 2016, il signe avec les Hornets pour participer au camp d'entraînement et tenter de faire partie des quinze joueurs retenus au début de la saison NBA 2016-2017. Le 22 octobre, il est libéré par les Hornets.
En mars 2017, Tobey signe avec le Valencia Basket Club jusqu'à la fin de la saison. Il signe un nouveau contrat pour deux saisons avec Valencia en juillet 2020.
En juillet 2022, Tobey rejoint pour une saison le FC Barcelone.

## Palmarès

### En club
- Champion d'Espagne en 2017 avec Valence.
- Champion d'Espagne en 2023

### Distinctions personnelles
- First-team All-Big East (2015)
- Second-team All-Big East (2014)
- Atlantic 10 All-Rookie Team (2013)

## Statistiques

### Universitaires
| Saison    | Équipe   | Matchs | Titul. | Min./m | % Tir | % 3pts | % LF | Rbds/m. | Pass/m. | Int/m. | Ctr/m. | Pts/m. |
| --------- | -------- | ------ | ------ | ------ | ----- | ------ | ---- | ------- | ------- | ------ | ------ | ------ |
| 2012-2013 | Virginie | 30     | 2      | 13,8   | 53,0  | 60,0   | 79,4 | 2,87    | 0,43    | 0,10   | 0,60   | 6,80   |
| 2013-2014 | Virginie | 37     | 28     | 18,1   | 48,1  | 33,3   | 67,9 | 3,76    | 0,30    | 0,24   | 1,05   | 6,41   |
| 2014-2015 | Virginie | 34     | 11     | 17,1   | 51,4  | 0,0    | 74,6 | 5,06    | 0,35    | 0,26   | 0,65   | 6,85   |
| 2015-2016 | Virginie | 37     | 7      | 15,7   | 60,1  | 20,0   | 62,0 | 4,35    | 0,41    | 0,27   | 0,59   | 7,32   |
| Total     | Total    | 138    | 48     | 16,3   | 53,1  | 31,6   | 70,4 | 4,04    | 0,37    | 0,22   | 0,73   | 6,85   |

## Vie privée
Mike est le fils de Ken et Kathleen Tobey. Il a un grand frère qui s'appelle Kenneth et une petite sœur qui s'appelle Elizabeth. Tobey est diplômé en histoire à l'université de Virginie.
Il porte le numéro 10 au lycée et à l'université parce qu'il est né le 10 octobre à 10 h et qu'il pesait 10 pounds à sa naissance.